# Polizeiruf 110: Alibi für eine Nacht
Alibi für eine Nacht ist ein deutscher Kriminalfilm von Hans Joachim Hildebrandt aus dem Jahr 1977. Der Fernsehfilm erschien als 48. Folge der Filmreihe Polizeiruf 110.

## Handlung
Elke Knaack heiratet im Winter Manfred Poser. Zur Hochzeit hat sie auch ihren erwachsenen Sohn aus erster Ehe, Thomas, eingeladen. Er zieht es jedoch vor, der Trauung fernzubleiben. Thomas hat ein enges Verhältnis zu seinem Vater Heinz und beide waren überrascht von Elkes Heiratsplänen, zumal sich Heinz und Elke erst vor einem Jahr scheiden ließen. Beide hatten zusammen in der Großgärtnerei der GPG Immergrün gearbeitet, deren Chefin Elke ist. Vor einem halben Jahr verließ Heinz die Produktionsgenossenschaft. Inzwischen ist er Leiter einer SERO-Annahmestelle und spricht rege dem Alkohol zu. Thomas, der noch bei Elke wohnt, soll nach ihrem Willen in die Wohnung von Manfred ziehen, die nach Manfreds Umzug in Elkes Haus nun leersteht. Der von seiner Mutter stets umsorgte Thomas glaubt, dass beide ihn loswerden wollen, und reagiert trotzig und unbeherrscht. Nach einem doppeldeutigen Vorwurf ohrfeigt ihn Manfred beim Abendessen und schmeißt ihn raus. Beim nächtlichen Kontrollgang durch die Gärtnerei bemerkt Manfred, dass die Räume nicht beheizt werden und der Wachhund der GPG in seinem Zwinger eingeschlossen ist. Als Manfred die Heizung andrehen will, kommt es zu einer Explosion, bei der er schwer verletzt wird. Er kommt mit Verbrennungen und Knochenbrüchen ins Krankenhaus. Oberleutnant Peter Fuchs und Meister Lutz Subras übernehmen die Ermittlungen.
Zunächst sieht alles nach einem Unfall aus. Das Überdruckventil war seit längerer Zeit defekt, aber Elke ging das Risiko ein, die Blumenräume dennoch beheizen zu lassen, da die Pflanzen sonst bei den winterlichen Temperaturen eingegangen wären. Sie übernimmt nun die Verantwortung für den Unfall, zumal ihr auch Heinz sagt, dass er Manfred auf den schlechten Zustand der gesamten Heizungsanlage aufmerksam gemacht habe. In Kürze sollte die GPG an ein neugebautes Heizhaus angeschlossen werden. Da Manfred im Krankenhaus noch nicht zum Hergang des Unfalls befragt werden kann, vernehmen Peter Fuchs und Lutz Subras zunächst Angestellte der GPG. Einer sagt aus, er habe in der Nacht ein Motorrad davonfahren sehen. Der Fahrer trug einen roten Helm. Es kann zudem ermittelt werden, dass ein Mensch in der Nacht über den Zaun in das GPG-Gelände eingedrungen ist. Da der Hund nicht anschlug, muss der Mensch dem Tier vertraut gewesen sein. Manfred wiederum hatte nach seiner Einlieferung ins Krankenhaus den Namen „Thomas“ genannt.
Elke vermutet, dass ihr Sohn nachts heimlich die Heizungsventile zugedreht hat, um sich an ihr und Manfred zu rächen. Sie will ihren Sohn decken und verschafft ihm ein Alibi. Sie und Heinz sagen aus, dass Thomas die gesamte Tatnacht bei Heinz war. Beide hätten getrunken. Elke kann zudem Manfred im Krankenhaus das Alibi verraten und auch Manfred deckt Thomas. Der arbeitet seit drei Wochen im Zoo und hat in der Tatnacht ebenfalls seine Arbeitsstelle aufgesucht und dort im Heu geschlafen. Da Manfred ihn rausgeworfen hatte, kommt Thomas zunächst bei seiner Kollegin Hannelore Weigel unter. Disziplin kümmert ihn nicht und so täuscht er vor, dass es ihm nicht gut gehe, während er in Hannelores Wohnung laut Musik hört, ein Vollbad nimmt und Wein in Massen trinkt. Die Ermittler hinterlegen im Zoo die Nachricht, dass sich Thomas auf der örtlichen Polizeidienststelle melden soll. Hannelore richtet ihm dies aus und Thomas fährt in der Nacht zu Elke. Sie berichtet ihm, welches Alibi er für die Tatnacht hat und auch Thomas gibt bei seiner Befragung durch die Polizei an, dass er in der Tatnacht bei seinem Vater war und beide getrunken haben. Die Befragung zieht sich bis zum folgenden Morgen hin, da die Ermittler wissen, dass Elke Thomas decken will. Elke wiederum reagiert aufgrund der langen Befragungszeit nervös und will ihre Falschaussage revidieren. Vorher jedoch sagt Thomas aus. Er hatte in der Nacht Unterschlupf in seinem Schuppen unweit des Elternhauses gefunden, als Manfred seine nächtliche Tour gemacht habe. Thomas habe sich vor ihm versteckt und sei anschließend fortgefahren. Die Ermittler hatten bereits von Hannelore erfahren, dass sie ihn früh im Zoostroh gefunden hatte. Thomas darf gehen. Er eilt zu seinem Vater, wo bereits die Polizei wartet. Da Thomas nicht die gesamte Nacht bei Heinz war, hat der für einen Teil der Tatnacht kein Alibi. Der Hund kannte auch ihn, Heinz war mit der GPG-Technik und ihren Schwächen vertraut – er ist dringend tatverdächtig.
Heinz geht zu Elke und will verhindern, dass sie bei der Polizei ihre Aussage widerruft. Er gesteht ihr, dass er der Täter war, und Elke reagiert verzweifelt, da sie ihren eigenen Sohn verdächtigte. Als Heinz gehen will, wird er von den Ermittlern bereits erwartet und festgenommen.

## Produktion
Alibi für eine Nacht wurde vom 5. Januar bis 25. Februar 1977 unter den Arbeitstiteln Die Falle und Alibi in Teltow sowie in Leipzig und Umgebung gedreht. Die Szenen im Zoo spielen im Zoo Leipzig. Die Kostüme des Films schuf Christel Nowotny, die Filmbauten stammen von Werner Jagodzinski. Der Film erlebte am 24. Juli 1977 im 1. Programm des Fernsehens der DDR seine Fernsehpremiere. Die Zuschauerbeteiligung lag bei 57,5 Prozent.
Es war die 48. Folge der Filmreihe Polizeiruf 110. Oberleutnant Peter Fuchs ermittelte in seinem 30. Fall und Meister Lutz Subras in seinem 28. Fall. Es war der letzte Polizeiruf, in dem Meister Lutz Subras auftrat. Die Kritik befand, dass Alibi für eine Nacht „sicher nicht zu den besten Filmen der Reihe [zählt]. Regisseur Hildebrandt arbeitet allzu willig mit gängigen Klischees und überbrückt Schwächen der Fabelführung und Spannungshänger gefällig mit Bildern von Tieren im Zoo […] Dennoch besticht auch dieser Film durch die handwerklich saubere Arbeit seiner Darsteller.“